# Ходжаабад
Ходжааба́д (узб. Xo’jaobod / Хўжаобод) — город, административный центр Ходжаабадского района Андижанской области Узбекистана.

## История
В 1981 году Ходжаабад получил статус города.

## География
Расположен между каналами Южный Ферганский и Шахрихансай.

## Население
Население на 1989 год — 12 831 человек.

## Промышленность
Предприятия Ходжаабада представлены швейной и трикотажной фабриками. Также в городе развиты шёлковая и трикотажная промышленности, производство швейных изделий.
Организации Ходжаабада предоставляют телекоммуникационные и банковские услуги, занимаются эксплуатацией оросительных и осушительных систем. Пищевая промышленность производит вино-водочные изделия. Учебные учреждения Ходжаабада представлены общеобразовательными школами.